# 港濤軒
港濤軒（英語：Island Lodge），為港島東區北角的單幢式住宅，2010年入伙。物業樓高共44層，由中華巴士以「Forever Vitality Limited」為名出資發展，並委託太古地產旗下的「Charming Grace Limited」負責項目設計及銷售代理。

## 歷史
港濤軒前身為於1956年落成的中巴員工宿舍，地盤面積17,868方呎，於1998年8月中巴喪失專營權後空置，並於2004年拆卸。其後於2007年7月19日，太古宣佈項目被命名為「港濤軒」。
物業於2007年11月開售，當時示範單位設於太古城中心四座地下，開售時的呎價已經超過一萬元。

## 簡介
物業位於北角渣華道海傍，建築物對面為前北角邨。物業樓高44層，但則有49樓（不設4、14、24、34及44樓，26樓為避火層），物業設有一個有50個車位的私人停車場（位於一樓及二樓）和一個會所 （位於三樓及五樓），設施包括室外泳池、健身室、燒烤場、家庭活動室、室外兒童遊樂場等，平台花園設於三樓。6-47樓為標準住宅單位，一梯五伙設計，提供817-834平方呎的兩房單位、1039-1120平方呎的三房單位，及1306-1327平方呎的四房單位；而48-49樓則為1943-2265平方呎的複式單位。
目前，中巴仍持有港濤軒47樓全層及所有地舖，用作長線收租。

## 交通
| 交通路線列表                                   |
| ---------------------------------------------- |
| 港鐵 - █ 港島綫、 █ 將軍澳綫：北角站 巴士 小巴 |

## 附近建築物
- 北角碼頭
- 健威花園
- 新都城大廈
- 港運城